# Саже, Жан-Мари
Жан-Мари Саже (фр. Jean-Marie Saget; 17 марта 1929 — 20 марта 2020) — французский авиатор, лётчик-испытатель компании Dassault Aviation в 1955—1989 годах.

## Биография
Родился 17 марта 1929 года в Париже. Авиацией увлёкся в 1946 году, совершив первый полёт: на его увлечение повлиял тот факт, что его отец испытывал самолёт Nord 1300. В 1949 году он окончил Воздушную школу. В 1951—1952 годах прошёл стажировку в США и получил лицензию пилота на управление North American P-51 Mustang и North American T-6 Texan.
Саже служил в ВВС Франции, в 1952—1955 годах — пилот 2/2-й истребительного эскадрона Кот-д'Ор. 29 августа 1954 года выиграл воздушную гонку Париж — Канны, пилотируя новый самолёт Ouragan, благодаря чему был нанят компанией Dassault Aviation в качестве лётчика-испытателя, на этой должности проработал с 1955 по 1989 годы. В ВВС Франции имел звание лейтенанта.
Саже испытывал разные военные самолёты производства Dassault (в том числе Atlantique 2) и гражданские модели. Он отвечал за разработку и испытание таких моделей, как Étendard IVM, Mirage IIIV (самолёт вертикального взлёта и посадки), Mirage F1, Mirage G8 (с крылом изменяемой стреловидности), Alpha Jet и Mirage 4000. Участвовал в испытаниях на штопор моделей Super Mystère V2, Étendard IVM, Mirage F1, Jaguar, Alpha Jet и Super-Étendard. В 1989—1992 годах — технический советник компании Dassault.
12 сентября 1966 года Саже, находясь за штурвалом Mirage III V 02 с турбодвигателем Snecma TF 306 (первый полёт на нём он совершил 22 июня того же года), установил мировой рекорд скорости, разогнав его до скорости, эквивалентной числу Маха = 2,03. Этот самолёт стал первым и единственным самолётом вертикального взлёта и посадки, превысившим число Маха 2.
За свою карьеру Саже неоднократно катапультировался из испытываемых им самолётов, в том числе в 1984 году во время испытаний Mirage 2000.
Помимо военной и профессиональной карьеры, Саже был инструктором по аэробатике, налетавшим более 7 тысяч часов на Mudry CAP 10. Он был председателем ассоциации Cercle de Chasse в Нанжи и аэроклуба Marcel Dassault Voltige (основатель клуба). Всего он налетал более 20 тысяч часов (в том числе более 6500 в качестве лётчика-испытателя) на 150 разных моделях самолётов.
Умер в ночь с 19 на 20 марта 2020 года в возрасте 91 года.
Дочь Анн-Мари — парфюмер.

## Награды
- Орден Почётного легиона степени офицера[12][3]
- Орден «За заслуги» степени командора[12][3]
- Медаль Воздухоплавания[3]
- Премия «Икар»[фр.] (1982)[5] от Ассоциации профессиональных журналистов в области аэронавтики и космоса (AJPAE)[13]